# Eubolbitus zarudnyii
Eubolbitus zarudnyii is een keversoort uit de familie cognackevers (Bolboceratidae). De wetenschappelijke naam van de soort werd in 1929 gepubliceerd door Andrej Petrovitsj Semjonov-Tjan-Sjanski en Sergej Ivanovitsj Medvedev.